# Konkurenční strategie
Konkurenční strategii můžeme chápat jako přístupy a sledy činností, které mají za cíl zabezpečit vyšší pravděpodobnost úspěchu v dosahování vytyčených jednotlivých cílů v marketingovém prostředí v dané situaci a okamžiku. V samotném konkurenčním střetu je možné se setkat s několika nejrůznějšími typy a způsoby strategického jednání, a to od klasických, ofenzivních nebo i „guerilových“ tedy záškodnických až válčivých.

## Strategie založená na zdroji konkurenční výhody
Ta může být blíže specifikována jako udržitelná v případě diferenciace produktů a služeb nebo díky udržování dlouhodobě nízkých nákladů, zejména těch klíčových, které formují hlavní část nákladové položky na produkt či složku.
Trend poslední doby je podnikatelská koncepce zahrnující koncept společenské odpovědnosti. Společnost naplňující očekávání, přání a potřeby spotřebitele, která zároveň spojuje společensky odpovědné aktivity s předmětem podnikání a dokáže je přeměnit, může snadno získat konkurenční výhodu. Vyváří totiž sdílené hodnoty naplňujíc firemní ekonomické zájmy tak sociální a environmentální požadavky společnosti.
Dále zahrnutí etického přístupu do strategického plánu společnosti vytváří pozitivní hodnocení společnosti na veřejnosti. S tím úzce souvisí i přesvědčení, že úspěšnost jednání podniku není ukotvena v míře ziskovosti, nýbrž ve volbě správných prostředků vedoucích k ziskovosti a posílení celkové výkonnosti a kvality práce zaměstnanců.

## Strategie vycházející z pozice společnosti na trhu
- Strategie tržního vůdce - dominantním postavením na trhu, motivuje konkurenci k soupeření
- Strategie tržního vyzyvatele – na vůdce trhu jim stačí získání velmi malé části trhu, snaží se o zachování a nárůst svého tržního podílu
- Strategie tržního následovatele – napodobování výrobků konkurence a služeb bez výdajů na rizika spojená s inovací a investicí
- Strategie tržního "troškaře" – vysoká znalost cílové skupiny se specializací na unikátní segment
- Littleova pozice dominantní společnosti – kontroluje chování konkurence na trhu
- Pozice silné společnosti – nezávislost společnosti na chování konkurentů
- Výhodná pozice – společnost využívá svých příležitostí a silných stránek k vylepšení pozice na trhu
- Udržitelná pozice – pozice společnosti bez perspektivy na zlepšení, vliv dominantních společností
- Slabá pozice – nedostatečný výkon společnosti, její perspektiva je nejistá
- Pozice neudržitelná – společnost odvádí nedostatečné výkony a většinou opouští trh [2]

## Strategie založená na inovačních příležitostech

### Být „nejprvnější a nejmaximálnější“
Snaha o dosažení vedoucího postavení, ne-li ovládnutí trhu či nového oboru s nejvyšším možným rizikem. Vyžaduje vysoké zdroje, pečlivou analýzu a koncentrované úsilí nejen pro vytyčený cíl, ale i pro jeho udržení ve vedoucím postavení. Pokud se při dosažení vedoucího postavení společnost nepostará o rychlý nástup inovačních opatření na daném produktu či službě, vzniká zde velký prostor pro konkurenci.

## „Udeřit na ně tam, kde nejsou“
Zahrnuje dvě strategické formy a to „tvůrčí imitace“ a „podnikatelského juda“. 

### „Tvůrčí imitace“
Tvůrčí imitátoři kreativně inovují existující výrobky či služby, dodávají jim chybějící doplňkové vlastnosti dle požadavku trhu - zákazníků s cílem o dosažení vedoucího postavení. Je však mnohem méně riskantní než v případě strategie „být nejprvnější a nejmaximálnější“. Produkt nebo služba je již na trhu zaveden a akceptován a po inovaci je většinou i vyšší poptávka než po původním zpracování, nejsou zde tedy náklady na zavedení produktu na trh spojené s vysokými náklad na reklamu a komunikaci nového produktu či služby. Nejvíce efektivní způsob využití této strategie je v technologicky progresivních oblastech, které bývají orientované hlavně na produkt a samotnou technologii a nejméně orientované na trh, zákazníka a správné vyjádření její hodnoty a užitečnosti. Tvůrčí imitátor zkrátka těží z úspěchu druhých. 

### „Podnikatelské judo“
Cílem podnikatelského juda je získání předností, které zavedené přední společnosti nebrání, nebo do jehož obrany nevkládají potřebné úsilí. Zavedené společnosti vyvinou výrobek či službu s konkrétním zaměřením pro tržní segment takřka na míru. V době kdy je výrobek zaveden a sklízí úspěch, nově příchozí společnosti s inovovaným produktem na trhu získají vedoucí postavení a ovládnou trh. Tento typ strategie vyžaduje opravdové inovační úsilí, které odliší produkt od existujících výrobků a služeb na trhu, nestačí pouhé snížení ceny. Díky tomu může doslova udeřit „tam kde nejsou“ a útočí právě na slabou stránku nebo mezeru konkurenta. V rámci podnikatelského juda můžeme vyjmenovat hned několik zlozvyků, které nově příchozím společnostem umožňuje použít tuto strategii a dostat se do vedoucího postavení v oboru díky předstihu před konkurenty v odvětví. 

#### „NIH“
„Not invented here“ neboli v překladu „nevynalezeno u nás“, tedy jistá forma arogantního chování podniku či trhu, v domnění, že žádná novinka nemůže mít svou hodnotu, pokud na ni nepřišel on sám a tak produkt získá punc despektu.

#### Sbírání smetany
Společnosti vstupují na trh s myšlenkou ovládnutí trhu, ale pouze a jen jeho nejziskovější části

#### Víra v jakost
Jakost ne vždy představuje onu přidanou hodnotu produktu či služby, kterou do něj vloží výrobce. Jakost jako hodnota a užitek, který koupí zákazník získá a je ochoten za to zaplatit.

#### Prémiovácena
představa o vyšším zisku díky prémiovým cenám vždy otevírá dveře podnikatelskému judu, představuje totiž pozvánku pro konkurenci pro vstup na daný trh 

#### Maximalizace na úkor optimalizace
Tento zlozvyk je typický pro zavedené podniky, které si vidině zisku navyknou na výrobu unifikovaného výrobku či služby a neoptimalizují je pro různé typy zákazníků 

## Ekologickétržní niky
Úsilí získat monopol v jisté malé oblasti, podnik naplní kapacitu trhu nepostradatelným produktem, vytvořením „unikátní odbornosti“. Přináší na trh nový trend, produkt, službu nebo opravdovou inovaci, základem „specializovaného trhu“ je specifická znalost tržního prostředí.

## Změny hodnot a charakteristik
Snaha formovat zákazníka – vytvářením „užitných hodnot pro zákazníka“, spotřebitelsky optimalizovanou „strategií cenové politiky“, inovační „strategií respektování reality zákazníka“ nebo „strategií poskytování skutečné hodnoty zákazníkovi“ nabídkou očekávané hodnoty nikoli pouhého produktu či služby výrobce.
Vyjmenované strategie se vzájemně nijak nevylučují, každá se hodí pro inovace specifického druhu, vyžaduje specifické chování podnikatele, nese různé míry rizika, zároveň je pro ostatní může být nevhodná. 